# Травнева вулиця (Київ, Солом'янський район)
Травне́ва ву́лиця — вулиця в Солом'янському районі Києва, місцевість Монтажник. Пролягає від вулиці Монтажників до вулиці Миколи Миклухи-Маклая.
Прилучаються Лисичанська вулиця, Травневий провулок і Куп'янська вулиця. В середній частині не має наскрізного проїзду.

## Історія
Виникла в середині ХХ століття під назвою 486-а Нова. Сучасна назва — з 1953 року.